# Jorge Quiñones
Jorge Quiñones (ur. 24 stycznia 1975) – peruwiański lekkoatleta, który specjalizował się w rzucie oszczepem. 
Uczestnik mistrzostw Ameryki Południowej w różnych kategoriach wiekowych.
Brązowy medalista igrzysk im. Simóna Bolívara (1997). 
Rekord życiowy: 69,46 (4 września 1999, Lima) – rezultat ten jest aktualnym rekordem Peru.